# 달수 아들 학교 가다
《달수 아들 학교 가다》는 1996년 5월 3일에 MBC에서 방영한 베스트극장으로, 달수 시리즈의 세 번째 이야기로 이번에는 달수네 아들이 초등학교에 입학하면서 촌지로 인해 겪는 스트레스와 갈등을 중심으로 우리 사회에 만연된 ‘촌지’ 문제를 풍자했다.

## 줄거리
달수와 은숙 부부는 아들 영민의 초등학교 입학식에 참석해 비디오 카메라로 촬영을 하며 마음이 분주하다. 승혜 엄마와 앞집에 사는 아줌마와 은숙에게 학교에 다녀왔다며 넌즈시 물어보자 은숙은 자꾸 망설이기만 한다. 달수도 틈만 나면 집으로 전화해서 영민의 학교생활을 물어본다. 친구도 애들 선생님에게 봉투며 음식을 갖다준 얘기를 하며 부모가 하기에 따라 애들이 달라진다고 말한다. 집으로 돌아온 은숙은 갑자기 영민 담임 선생님으로부터 전화를 받고 영민이 제 시간에 학교에 오지 않는데 대해 핀잔을 듣는다. 영민의 학교 생활과 담임 선생님에 대한 문제로 은숙은 달수와 말다툼을 하게 되고, 영민은 계속해서 밤마다 악몽을 꾸는지 식은땀을 흘린다. 한숨을 내쉬며 캐나다로라도 이민을 가자는 은숙의 말에 달수는 이유를 캐묻고 촌지를 주었다는 말에 크게 놀란다. 은숙은 앞으로의 학부모 생활이 자신없다고 털어놓는다.

## 등장 인물

### 주요 인물
- 강남길 : 강달수 역
- 임예진 : 은숙 역 - 달수의 아내
- 미상 : 강영민 역 - 달수의 아들

### 그 외 인물
- 조형기 : 형기 역 - 달수의 친구
- 현석 : 은행지점장 역
- 문예지
- 노경주
- 송도순